# 秋田県道149号土淵杉山田線
秋田県道149号土淵杉山田線（あきたけんどう149ごう つちぶちすぎやまだせん）は、秋田県大仙市を通る一般県道である。全線が広域農道 出羽グリーンロードの一部になっている。

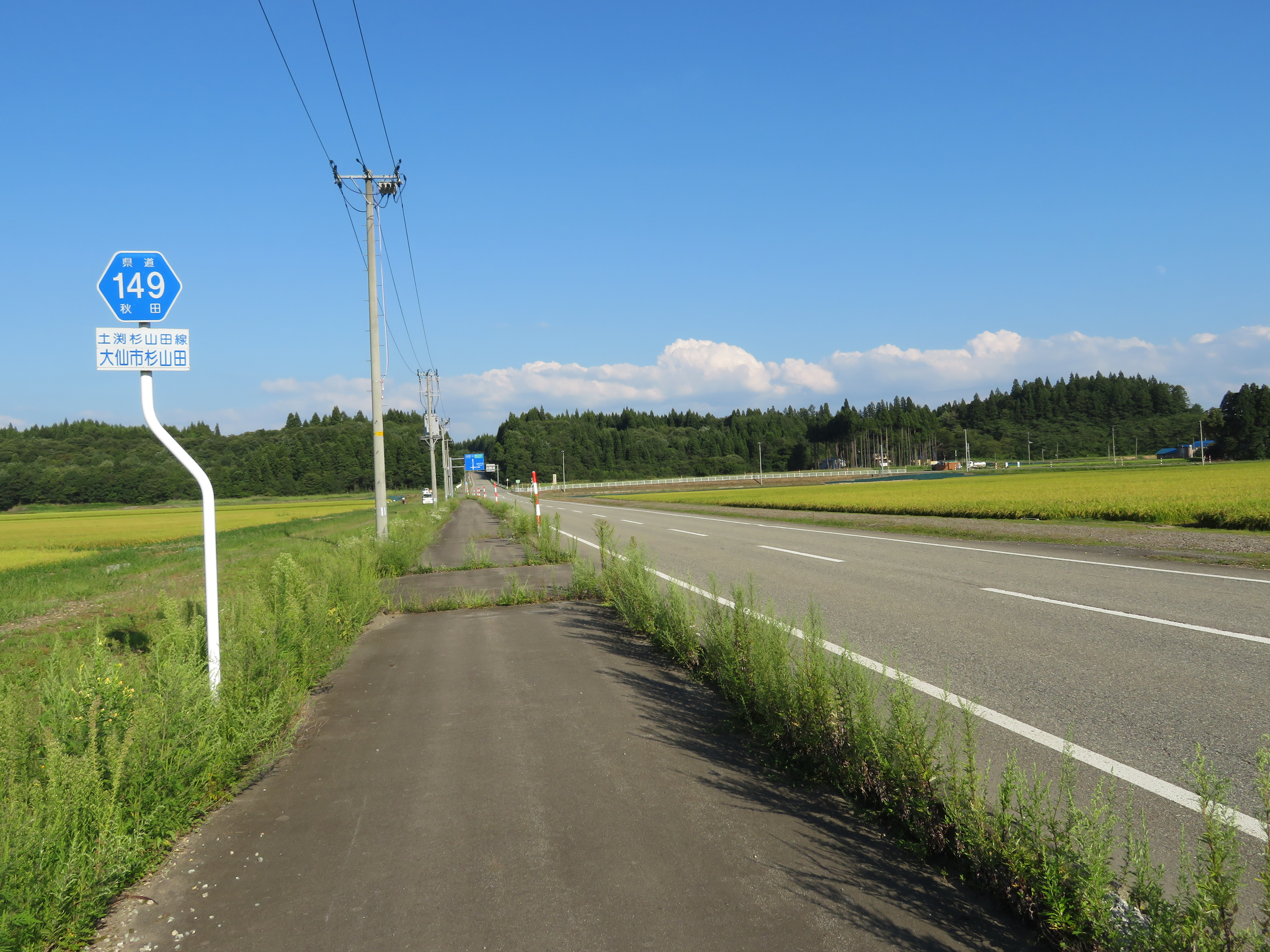
大仙市杉山田付近

## 概要
大仙市協和小種字土渕の国道341号交点から、雄物川が蛇行して流れる平地を南西方向へ通り、雄物川を渡って秋田県道10号本荘西仙北角館線に合流する。終点では県道10号・刈和野方面へ連続する。
なお、路線名の名称には「土淵」がついているが、起点の住所は「土渕」である。

### 路線データ
- 総延長 : 5.777 km[2]
- 実延長 : 5.777 km[2]
- 起点 : 秋田県大仙市協和小種字土渕上段26番 （国道341号交点）[3]北緯39度33分2.84秒 東経140度14分44.82秒
- 終点 : 秋田県大仙市杉山田字杉沢96番2（秋田県道10号本荘西仙北角館線交点）[3]北緯39度31分27.74秒 東経140度17分13.16秒
- 未供用区間 : なし[2]

## 歴史
- 1976年（昭和51年）4月13日 - 秋田県道に認定される[3]。
- 2003年（平成15年）8月8日 - 仙北郡西仙北町木原田字外堀62番3から仙北町杉山田字杉沢96番2（終点）まで供用開始した[4]。

## 路線状況

### 重複区間
- 出羽グリーンロード : 全線

### 冬期閉鎖区間
- なし[5]

### 交通不能区間
- なし[6]

## 地理

### 交差する道路
| 施設名 | 接続路線名                                               | 備考 | 所在地                   |
| ------ | -------------------------------------------------------- | ---- | ------------------------ |
|        | 国道341号 （=重複出羽グリーンロード）                    | 起点 | 大仙市協和小種字土渕上段 |
|        | 秋田県道10号本荘西仙北角館線 （=重複出羽グリーンロード） | 終点 | 大仙市杉山田字杉沢       |

### 沿線の施設
- 秋田おばこ農業協同組合 協和支店・淀川支店
- 雄物川